# Drawsko Pomorskie
Drawsko Pomorskie (Dramburg fino al 1945) è un comune urbano-rurale polacco del distretto di Drawsko Pomorskie, nel voivodato della Pomerania Occidentale.
Ricopre una superficie di 344,76 km² e nel 2005 contava 16 615 abitanti.
Nelle sue vicinanze si trova il Lago Czaple.

### Evoluzione demografica

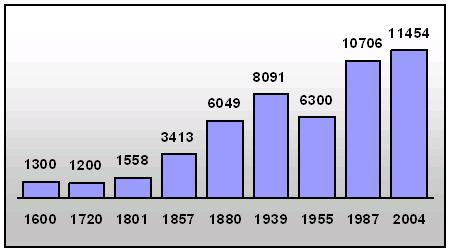
Andamento della popolazione di Drawsko Pomorskie dal 1600 al 2004